# II-62
Die II-62 (bulgarisch Републикански път ІІ-62 Republikanski pat II-62, „Republikstraße II-62“) ist eine Hauptstraße (zweiter Ordnung) in Bulgarien.

## Verlauf

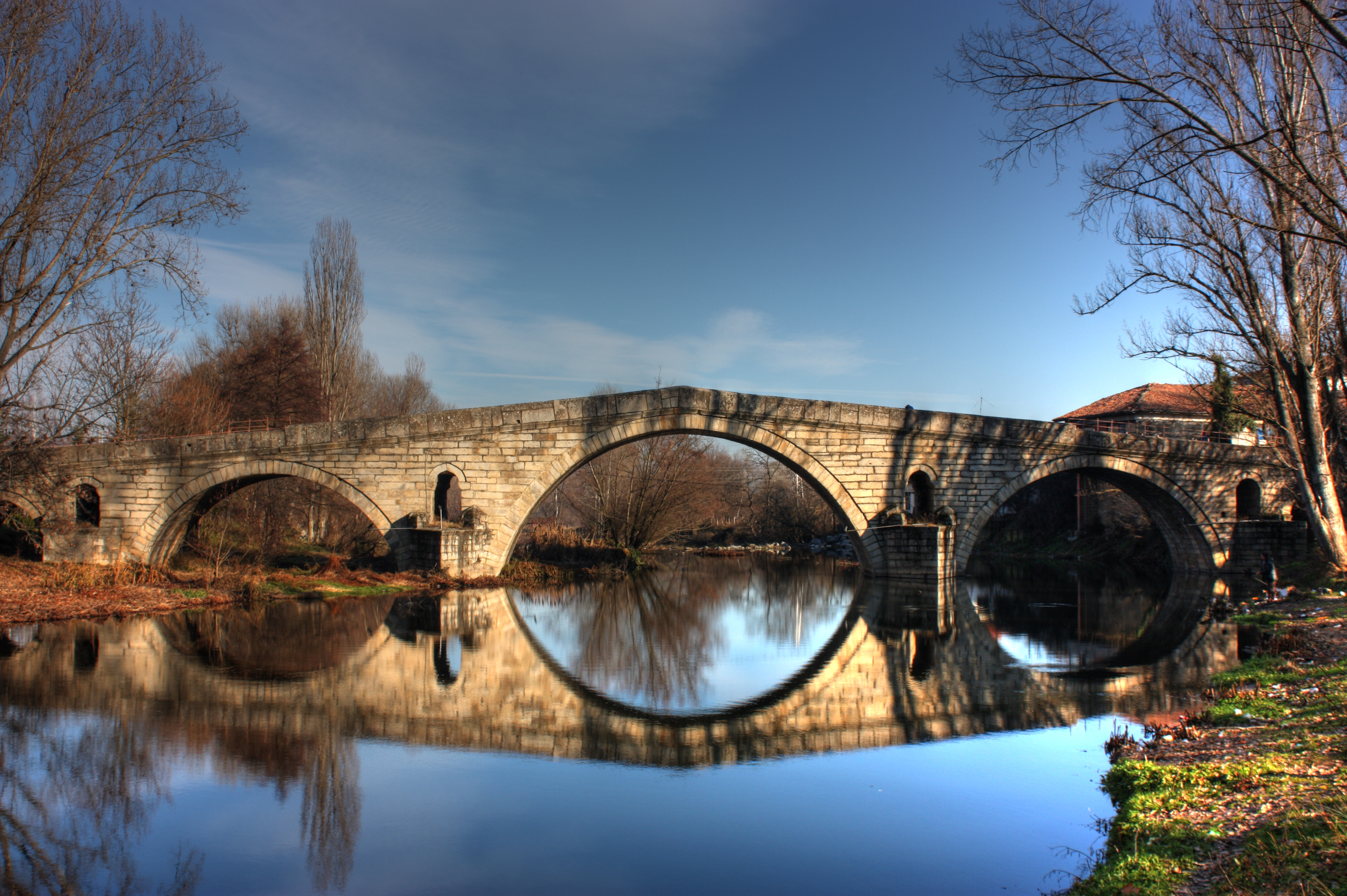
Die Brücke Kadin most in Newestino

Die Straße beginnt an der Straße erster Ordnung I-6 bei Kjustendil (bulgarisch Кюстендил) und führt in östlicher Richtung über Newestino (bulgarisch Невестино) (mit der 1470 erbauten Brücke Kadin most südlich der Hauptstraße), wo sie den Fluss Struma überquert, nach der an den Flüssen  Bistriza und Dscherman gelegenen Stadt Dupniza, wobei sie die Autobahn Awtomagistrala Struma (A 3) kreuzt und über einen kurzen Abschnitt gemeinsam mit der Straße I-1 verläuft. Die Fortsetzung der Straße führt überwiegend durch bewaldetes Bergland zwischen dem Werila-Gebirge im Norden und dem Rila-Gebirge im Süden über den Klisura-Sattel und das Dorf Klisura nach Samokow bulgarisch Самоков), wo sie an der Straße II-82 endet.